# Maïti Girtanner
Maïti Girtanner (1922-2014) a assuré avoir été une résistante française. Elle s'est fait connaître par la publication d'un reportage et d'un livre sur la souffrance et le pardon.

## Biographie
Marie-Louise, dite Maïti, Girtanner  est née à Aarau en Argovie (Suisse) le 15 mars 1922, fille de Paul Werner Girtanner (1889-1926), de Saint-Gall en Suisse, et de Claire Rougnon (1890-1981), française, fille du compositeur Paul Rougnon, qui se sont mariés en 1919. 
D'après ses propres dires et écrits, à trois ans, à la mort de son père, elle vient habiter en région parisienne à Saint-Germain-en-Laye, dans la famille de sa mère. Son grand-père maternel, Paul Rougnon, était musicien, compositeur et professeur au Conservatoire de Paris, ce qui l'a conduite à devenir pianiste.
En 1940, son grand-père se retire avec elle à Bonnes, dans une maison familiale près de Poitiers, au bord de la Vienne, où s'arrête la ligne de démarcation. La maison est située rive gauche, en zone occupée, et la rive droite est la zone libre. Elle s'engage dans la Résistance et aide à passer cette ligne de démarcation. Elle est arrêtée, torturée, survit, mais conserve des séquelles. 
En 1984, après 40 ans, un de ses bourreaux réapparaît et veut la rencontrer. N'ayant plus que quelques semaines à vivre, du fait d'un cancer, ce dernier ne peut mourir sereinement sans s'être dénoncé auprès de sa victime encore vivante, regrettant d'avoir massacré des êtres humains sans discernement et sous des ordres intransigeants. Son pardon lui est accordé,.
Ce sont les convictions catholiques de Maïti qui l’ont poussée à prier pour cet homme dont les sévices l’ont pourtant handicapée à vie, lui interdisant à jamais de reprendre le piano. Sa lucidité après ces événements est étonnante : « Deux désirs se sont imposés à moi, comme malgré moi. Le premier  fut le désir fou de pardonner à celui qui m’avait détruite. Mais comment faire ?  Était-ce même possible ? Le second fut de chercher ce qu’il  me restait comme possibilité de servir. Ces deux désirs ne m’ont jamais quittée ». 
Le 28 mars 2014, Maïti Girtanner est décédée au Mesnil-le-Roi dans les Yvelines et ses obsèques ont été célébrées le 1er avril 2014 en l'église de Bonnes. 
Elle est chevalier de la Légion d'honneur.

## Un livre de témoignage
Dans le livre qu'a écrit Maïti Girtanner pour livrer son témoignage, Même les bourreaux ont une âme (2008), Guillaume Tabard, journaliste au Figaro indique  : 

« Cette révélation tardive, cinquante ans après les faits, a pu intriguer des observateurs, y compris des proches de l'auteur, voire des membres de sa propre famille étonnés de cette découverte médiatique. »

## Œuvres
- Maïti Girtanner, Résistance et Pardon, Vie Chrétienne, 1999, 63 p., chap. 442

- Maïti Girtanner et Guillaume Tabard, Même les bourreaux ont une âme, Paris, Editions de la Loupe, 2008, 233 p. (ISBN 978-2-84868-224-2)[12],[13] - réédition La Loupe, 2019